# 临江镇 (永川区)
临江镇，是中华人民共和国重庆市永川区下辖的一个乡镇级行政单位。

## 行政区划
临江镇下辖以下地区：
临江社区、隆顺村、高滩村、普安村、九龙村、天堂村、龙洞桥村、龙安村、天星村和桂林村。